# Emirates-vlucht 521
Emirates-vlucht 521 was een reguliere internationale passagiersvlucht van Thiruvananthapuram (India) naar Dubai (Verenigde Arabische Emiraten), uitgevoerd door Emirates met een Boeing 777-300. Op 3 augustus 2016 verongelukte het toestel met 282 passagiers en 18 bemanningsleden tijdens de landing op Dubai International Airport rond 12:45 lokale tijd. Alle inzittenden overleefden het ongeluk en hebben het vliegtuig veilig kunnen verlaten. Een brandweerman kwam om het leven tijdens de reddingsoperatie.

## Vliegtuig en bemanning
Het vliegtuig dat betrokken was bij het ongeluk was een dertien jaar oude Boeing 777-31H met vliegtuigregistratie 'A6-EMW' en msn 434. Het toestel vloog op 7 maart 2003 voor het eerst en werd op 28 maart 2003 nieuw aan Emirates geleverd. Het toestel was uitgerust met twee Rolls-Royce Trent 892-motoren.

## Vlucht
De binnenkomst en landing waren vanuit het oogpunt van de ATC normaal doordat er geen noodoproep uitgezonden was, zo blijkt uit de opnames rond de tijd van de landing. De bemanning verklaarde dat zij een doorstart gingen maken waarna de toren de instructie gaf tot 4.000 voet te stijgen. Kort hierna gaf de toren instructies aan een volgende vlucht om een doorstart te maken en werden de hulpdiensten gealarmeerd. Er werd melding gemaakt van windschering ten tijde van het ongeluk. Ooggetuigenverklaringen wekten de suggestie dat het landingsgestel van het toestel was ingetrokken tijdens de mislukte poging tot een doorstart.
Het ongeluk vond plaats om 12:44 Gulf Standard Time (08:44 UTC). Er zijn videobeelden verschenen waarop het toestel over landingsbaan 12L glijdt nadat het de grond geraakt had met haar rechtervleugel. Alle 300 passagiers en bemanningsleden zijn veilig geëvacueerd. Er werd bericht over een grote brand en grote hoeveelheden zwarte rook op de landingsbaan. Dubai International Airport werd gesloten na het ongeluk wat leidde tot grote vertragingen en omleidingen voor inkomend vliegverkeer.
Voordat het toestel tot stilstand kwam, raakte de rechtermotor van het toestel los van de vleugel. Grote explosies werden waargenomen nadat het toestel tot stilstand gekomen was. Het vliegveld werd na het ongeluk voor vijf en een half uur gesloten voor landend en startend verkeer, binnenkomende vluchten werden omgeleid naar vliegvelden in de buurt.

## Onderzoek
De landing vond pas plaats 1100 meter na het begin van de landingsbaan. Na de landing werd daarom door de bemanning een doorstart uitgevoerd omdat het vliegtuig de waarschuwing "Long landing" gaf. Uit het onderzoek bleek dat nadat de doorstart werd geïnitieerd het vermogen op de motoren pas werd verhoogd 12 seconden na het begin van de doorstart. Dit veroorzaakte een buiklanding en verongelukking van het vliegtuig in plaats van een succesvolle doorstart.

## Passagiers en bemanning
Op het moment van de crash had het toestel 282 passagiers en 18 bemanningsleden aan boord.
| Nationaliteit                | Aantal |
| ---------------------------- | ------ |
| Australië                    | 2      |
| Bosnië en Herzegovina        | 1      |
| Brazilië                     | 2      |
| Duitsland                    | 2      |
| Egypte                       | 1      |
| Filipijnen                   | 1      |
| Ierland                      | 4      |
| India                        | 226    |
| Kroatië                      | 1      |
| Libanon                      | 1      |
| Maleisië                     | 2      |
| Saoedi-Arabië                | 6      |
| Thailand                     | 2      |
| Tunesië                      | 1      |
| Turkije                      | 5      |
| Verenigde Arabische Emiraten | 11     |
| Verenigd Koninkrijk          | 24     |
| Verenigde Staten             | 6      |
| Zuid-Afrika                  | 1      |
| Zwitserland                  | 1      |
| Totaal                       | 300    |